# Archidiocèse de Shillong
L’Archidiocèse de Shillong est une circonscription ecclésiastique de l’Église catholique dans le Meghalaya, un état du Nord-Est de l’Inde. Une préfecture apostolique d’Assam (basée à Shillong), créée en 1889 et confiée aux pères Salvatoriens allemands, est reprise par les Salésiens en 1921.  Elle devient diocèse en 1934, puis archidiocèse en 1969. 
L'archidiocèse couvre les districts civils de East Khasi Hills, Jaintia Hills, Ri Bhoki et West Khasi Hills. Les diocèses d’Agartala (au Tripura), Aizawl (au Mizoram) et Tura (au Meghalaya) lui sont suffragants. Les quelque 267000 catholiques sont groupés en 30 paroisses.  La cathédrale, construite en 1938 sur le site d'une première église de 1913, est dédiée à Marie-Auxiliatrice (Secours des chrétiens).  Le siège archiépiscopal est vacant depuis le décès accidentel de Mgr Dominic Jala, en octobre 2019.

## Histoire
Peu après l’érection de la hiérarchie catholique en Inde (1886), une préfecture apostolique d’Assam fut créée (1889), rassemblant les diverses missions qui s’étaient développées dans la région nord-orientale des Inde britanniques. Elle est confiée aux missionnaires salvatoriens allemands. Shillong fut choisi comme siège de la préfecture, étant donne le développement rapide du travail missionnaire parmi les Khasis du Meghalaya.  
Citoyens allemands les pères salvadoriens sont expulsés par le pouvoir anglais au début de la première guerre mondiale (1914-1918). La préfecture est alors administrée par les jésuites belges de l’archidiocèse de Calcutta. Le père Paul Lefebvre (1878-1922) en particulier, se dépense sans compter dans la région, et meurt au travail, à Shillong. Il a laissé un vif souvenir parmi les Khasis et sa tombe est objet de vénération populaire. En 1922 la préfecture est confiée aux pères salésiens.
En 1934 Shillong est érigé comme diocèse avec Mgr Louis Mathias (en), salésien, comme son premier évêque. Il est peu après transféré au siège de Madras-Mylapore comme archevêque. 
En 1951 le diocèse est divisé avec la création de Dibrugarh, dans la région extrême-orientale d’Assam. Nouvelle bifurcation en 1964 avec la création du diocèse de Tezpur, également en Assam. 
En 1969 le diocèse de Shillong est élevé au statut d’archidiocèse métropolitain, avec la création de la province ecclésiastique de Shillong-Guwahati.  Mgr Hubert D'Rosario en est le premier archevêque. L’expansion du travail missionnaire et l’accroissement du nombre de fidèles et de paroisses catholiques conduit à de nouvelles bifurcations, les diocèses de Tura (en 1973), Diphu (en 1983) et Guwahati (1992).

## Supérieurs ecclésiastiques

### Préfets apostoliques d’Assam
- 1890 :  Otto Hopfenmüller, salvatorien.
- 1890-1906 : Angelus Münzloher, salvatorien.
- 1906-1921 : Cristoforo Becker, salvatorien.
- 1922-1934 : Louis Mathias, salésien.

### Évêques de Shillong
- 1934-1935 : Louis Mathias (en), salésien, transféré au siège de Madras-Mylapore
- 1935-1969 : Stefano Ferrando, salésien.

### Archevêque de Shillong-Gauhati
- 1969-1992 : Hubert D’Rosario, salésien.

### Archevêques de Shillong
- 1992-1994 : Hubert D’Rosario, salésien.
- 1995-1999 : Tarcisius Resto Phanrang, salesien.
- 1999-2019 : Dominic Jala, SDB.
- 2019- : siège vacant

## Source
- Annuario pontificio 2010, Città del Vaticano, 2010.